# Criterios
Criterios fue un programa de radio peruano producido por la agencia de noticias católica ACI Prensa y conducido por el periodista católico peruano Alejandro Bermúdez Rosell.  Se emitía en la emisora WEWN.

## Historia
Criterios se estrenó en 2002. Tenía por objetivo el de ofrecer al oyente de América Latina y España el punto de vista católico sobre las noticias y acontecimientos actuales, especialmente en lo relacionado con las consecuencias morales o religiosas de tales sucesos. También se proponía defender la fe católica frente a las informaciones consideradas fragmentadas o sesgadas ideológicamente que son dadas por medios de comunicación seculares. El nombre del programa se debe a la intención de su conductor de que el oyente use la lógica católica (es decir el empleo tanto de la razón natural como del conocimiento adquirido mediante la revelación divina) para llegar a conclusiones razonables sobre los temas tratados.
El 6 de julio de 2012 se difundió Criterios por última vez. Su conductor explicó que el programa había cumplido su ciclo al haber abordado todos los temas en los que se necesitaba el manejo de la lógica católica. Por otra parte, Alejandro quería dedicarse a otras actividades, incluyendo continuar con la realización de un podcast llamado Punto de vista cuyo contenido es similar al de Criterios, pero con un tiempo de transmisión más reducido.